# Льговское сельское поселение (Рязанская область)
Льговское сельское поселение — муниципальное образование (сельское поселение) в Рязанском районе Рязанской области.
Административный центр — село Льгово.

## История
Льговское сельское поселение образовано в 2006 г.

## Население
| 2010  | 2012  | 2013  | 2014  | 2015  | 2016  | 2017  |
| ----- | ----- | ----- | ----- | ----- | ----- | ----- |
| 2258  | ↘2241 | ↗2252 | ↗2297 | ↘2267 | ↗2272 | ↘2261 |
| 2018  | 2019  | 2020  | 2021  |       |       |       |
| ↗2298 | ↗2333 | ↘2320 | ↗2660 |       |       |       |

## Состав сельского поселения
| № | Населённый пункт | Тип населённого пункта       | Население |
| - | ---------------- | ---------------------------- | --------- |
| 1 | Астромино        | село                         | ↘36       |
| 2 | Дмитриевка       | деревня                      | 26        |
| 3 | Зеленево         | деревня                      | 34        |
| 4 | Лужки            | деревня                      | 0         |
| 5 | Льгово           | село, административный центр | ↘1739     |
| 6 | Плахино          | деревня                      | 21        |
| 7 | Рубцово          | деревня                      | ↘285      |
| 8 | Шевердиновка     | деревня                      | 1         |